# Xã Millstone, Quận Elk, Pennsylvania
Xã Millstone (tiếng Anh: Millstone Township) là một xã thuộc quận Elk, tiểu bang Pennsylvania, Hoa Kỳ. Năm 2010, dân số của xã này là 82 người.